# Loc-Eguiner
Loc-Eguiner is een gemeente in het Franse departement Finistère (regio Bretagne) en telt 290 inwoners (1999). De plaats maakt deel uit van het arrondissement Brest.

## Geografie
De oppervlakte van Loc-Eguiner bedraagt 11,7 km², de bevolkingsdichtheid is 24,8 inwoners per km².
De onderstaande kaart toont de ligging van Loc-Eguiner met de belangrijkste infrastructuur en aangrenzende gemeenten.

## Demografie
Onderstaande figuur toont het verloop van het inwonertal (bron: INSEE-tellingen).
1. ↑  Populations de référence 2022.